# Јакуб Барт Ћишински
За друга значења, погледајте Барт.
Јакуб Барт Ћишински (глсрп. Jakub Bart-Ćišinski, нем. Jacob Barth, псеудоними J. B. Kukowski, Łužičan, Miliduch, Кукау, 20. август 1856 — Паншвиц-Кукау, 16. октобар 1909) био је лужичкосрпски католички свештеник, песник, публициста, уредник, оснивач лужичкосрпске драматругије; вођа младолужичкосрпског покрета.
Од 1884. године се потписивао ироничним псеудонимом „Ћишински”. Највећи песник Лужичких Срба после Х. Зејлера, који је настављао и развијао његове традиције.

## Биографија
Његов отац Михаел је био фармер (1822—1895). Његова мајка је Марија Делан (1818—1896). Имао је сестру Агнес (1850—1922) и браћу Јакоба (1852—1853) и Михаела (1853—1924). Рођак покровитеља лужичкосрпске књижевности Ј. Хермана и фељтониста Ј. Делана.
Од 1862. до 1869. године учио је немачку манастирску школу у Кукауу; од 1869. до 1871. године студирао је у школи за обуку свештеника и Католичкој учитељскоj семинарији у Бауцену; од 1871. до 1878. године — у Лужичкосрпској семинарији у Прагу; од 1871. до 1878. године — у Малостранској гимназији у Прагу. Од 1878. до 1881. студирао је теологију (у Прагу). Од 1881. до 1882. године служио је као војник у Бауцену. Од 1883. до 1884. године служио је као капелан у Ралбицу, од 1884. до 1887. године — капелан и администратор у Радибору. Године 1887—1888. премештен је на службу у Ширгисвалде. Од 1888. до 1896. године — капелан у Дворској цркви у Дрездену. Године 1896. послан је у манастир Закупи. Од 1896. до 1901. године — капелан у Кемницу. Од 1901. до 1903. године — администратор у Радебергу.
Црквене власти су осудиле Ћишинског за његову збирку интимне лирике „Природа и душа” (1889), која се појавила после пријатељства песника с певачицом Дрезденске опере — чешком Терезом Сааковом. Барт Ћишински био је у немилости црквене власти и до 1903. године био је присиљен да живи изван домовине. Након појачања сукоба са црквеним властима и боравка у санаторијима 1903. године превремено је отишао у пензију (у Кукауу). Од 1907. године — у Паншвиц-Кукауу, где је умро. Сахрањен је у Остроу.

## Стваралаштво
| „                                             | „О, Срби, пређите на дела већ! Напустите колебљивост сваку!” Глас мртвих Срба из гроба опомиње и позива… „О, устаните, раскините окове тамнице, што пут ка слободи скрива!” Туђинцима пркосно покажите песницу вашу јаку… | ” |
| —„Лужичким Србима” (у преводу М. М. Парунаца) | |   |

Ћишински је почео да пише песме у Прагу. Преводио је В. Шекспира, Ј. В. Гетеа, Ф. Шилера, Ј. Неруду, С. Чеха, К. Ј. Ербена, Ј. Врхлицког, Ј. Колара, А. Мицкјевича, М. Љермонтова и друге класике светске књижевности. Показао је симпатије за ослободилачку борбу на Балкану и преводио црногорски еп.
Постао је познат по својим збиркама песама и циклусима „Књига сонета” (1884), „Форме” (1888), „Природа и срце” (1889), „Лужичкосрпски звукови” (1897). Псеудонимом „Ћишински” је први пут потписао своју „Књигу Сонета” 1884. године.
Од 1875. године био је члан Матице лужичкосрпске. Године 1875. заједно с А. Муком и Ј. А. Холаном оснивао је (у Кроствицу) „схађованку”, од 1879. до 1881. године био на њеном челу. Био је члан „Сербовке”, године 1877. био на њеном челу. Од 1877. до 1881. године уредио је студентски часопис „Липа лужичкосрпска”, од 1904. до 1909. године (у Паншвицу) — часопис „Лужица”. Од 1909. године био је члан Савеза лужичкосрпских писаца.
Новела „Јункер” (Kwětki, 1873—1874) приповеда о наполеоновским ратовима у Лужици. Роман „Патриот и отпадник” (1878—1879) показује идеал Лужичког Србина. У драми „У тврђави” (Бауцен, 1880) песник је приказао борбу полапских и лужичкосрпских племена против франачких освајача. Године 1908. Барт Ћишински је припремио за штампање своју последњу збирку, неку врсту духовно-естетског тестамента. Књигу „Светлост одозго” издао је А. Мука након смрти Ћишинског. Штампање песама Ћишинског финансирали су Матица лужичкосрпска и његови пријатељи А. Черни, А. Мука, Ј. Херман и члан Матице лужичкосрпске Ота Хановски.
Године 1956. Министарство културе НДР је основало највишу награду у области лужичкосрпске културе — награду Ћишинског. Година 1969—1985. у НДР је издата збирка радова Ћишинског у 14 томова.

## Спољашне везе
- Текстови Ј. Барта Ћишинског на Викизворнику